# Thelesperma muelleri
Thelesperma muelleri là một loài thực vật có hoa trong họ Cúc. Loài này được (Sherff) Melchert miêu tả khoa học đầu tiên năm 1990.